# Híjar
Híjar település Spanyolországban, Teruel tartományban. Híjar az aragóniai város spanyol és a hivatalos neve, katalánul: Híxar és aragóniai nyelven Íxar. Híjar Albalate del Arzobispo, Lécera, Belchite, Vinaceite, La Puebla de Híjar, Samper de Calanda, Alcañiz és Andorra községekkel határos. Lakosainak száma 1760 fő (2024).

## Híres Híjariak
- Francisco Peralta y Ballabriga (1911–2006), a Vitoriai egyházmegye püspöke (1955–1978)

## Népesség
A település népessége az utóbbi években az alábbiak szerint változott:
| Lakosok száma | 1887 | 1907 | 1968 | 1900 | 1806 | 1763 | 1697 | 1721 | 1751 | 1760 |
|               | 2001 | 2004 | 2007 | 2009 | 2012 | 2014 | 2017 | 2019 | 2022 | 2024 |